# Philippe Bonnecroy
Pour les articles homonymes, voir Bonnecroy.
Philippe Bonnecroy, né le 30 avril 1720 à Anvers et mort après 1771, peut-être dans la même ville, est un peintre.

## Biographie
Philippe Bonnecroy naît le 30 avril 1720 à Anvers.
Élève de J.A. Beschey[Qui ?], il devient doyen de la guilde de Saint-Luc à Anvers en 1762 et en 1771.

## Œuvres
- Le bal[2].
- La danse[2].
- Une Assomption de la Vierge[2].